# Jahresringtabelle

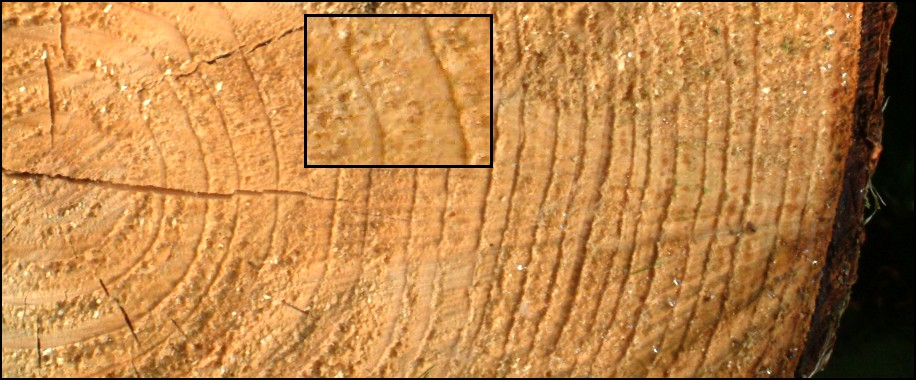
Jahresringe eines Fichtenstamms

Eine Jahresringtabelle oder auch Jahrringkalender ist eine Zeitreihe von Baumringen eines dendrochronologischen Kunstbaumes.
Wegen regionaler und artbedingter Unterschiede des Baumwachstumes muss sich eine derartige Tabelle immer auf eine einzelne Baumart aus derselben Region beziehen.
Für jeden derartigen Kunstbaum wird eine solche Zeitreihe erstellt, indem die Breitenwerte der erfassten Ringe aus verschiedenen Zeiten überlappend aneinander gereiht werden.
Soweit dieser dendrochronologische Kunstbaum lückenlos erstellt werden kann, ist es möglich aus der Ringstruktur Mittelkurven zu erstellen, sogenannte Standard- bzw. Mastersequenzen, die es erlauben hölzerne Fundstücke durch Vergleich der charakteristischen Ringabstände einzuordnen und damit zu datieren, da die schwankende Abfolge des Klimas ein eindeutiges Muster der Dicke der Jahresringe in den Holzpflanzen hinterlässt. Voraussetzung ist, dass das Fundstück genügend Jahrringe zur Erzielung einer Eindeutigkeit für den Abgleich enthält und auch aus dem vom Kunstbaum abgebildeten Zeitraum stammt.
Im Folgenden sind einige wichtige Jahresringtabellen aufgeführt:
- der Hohenheimer Jahrringkalender bezieht sich auf Eichen und Kiefern in Mitteleuropa als Kunstbäume. Er überstreicht insgesamt 12.483 Jahre (reicht also bis in die Jüngere Dryas); jedoch sind die Daten nicht wissenschaftlich veröffentlicht (Stand 2009)
- die ostmediterrane Kurve des „Aegean Dendrochronology Project“, u. a. für Eichen, reicht bis 1800 v. Chr. (Bronzezeit) (Stand 2003)
- Borstenkiefern-Chronologie (Bristlecone pine chronology)
- die Jahresringtabelle aus Belfast (Irland) für Eichen reicht bis 5474 v. Chr. (Stand 2006)
- die Englische Standardkurve reicht bis 5012 v. Chr. (Stand 2006)
- die Sequoiadendron-giganteum-Chronologie für die USA

Siehe auch: Dendrochronologie
Im April 2013 konnte die Eidgenössische Forschungsanstalt für Wald, Schnee und Landschaft (WSL) in Zürich-Wiedikon etwa 14.000 Jahre alte Baumstrünke subfossilen Walds sicherstellen, wobei es sich um die ältesten erhaltenen Überreste eines Waldes weltweit handeln könnte. Drei Holzproben aus der mehrere Meter dicken Lehmschicht datierte die ETH Zürich mithilfe der Radiokarbonmethode auf ein Alter von fast 14.000 Jahren. Für die Dendrochronologie könnten die Funde eine vermutlich um 2000 Jahre weiter zurückreichende Datierung anhand der Jahresringtabellen ermöglichen.
Im September 2006 berichtete die Fachzeitschrift Science, dass anhand von uralten Kauri-Bäumen, die in neuseeländischen Mooren entdeckt wurden, in den kommenden Jahren eine Jahresringtabelle erstellt werden könne, die 50.000 Jahre zurückreiche. Diese Holzfunde könnten zudem genutzt werden, um die Radiokohlenstoffdatierung besser zu kalibrieren.